# Обои

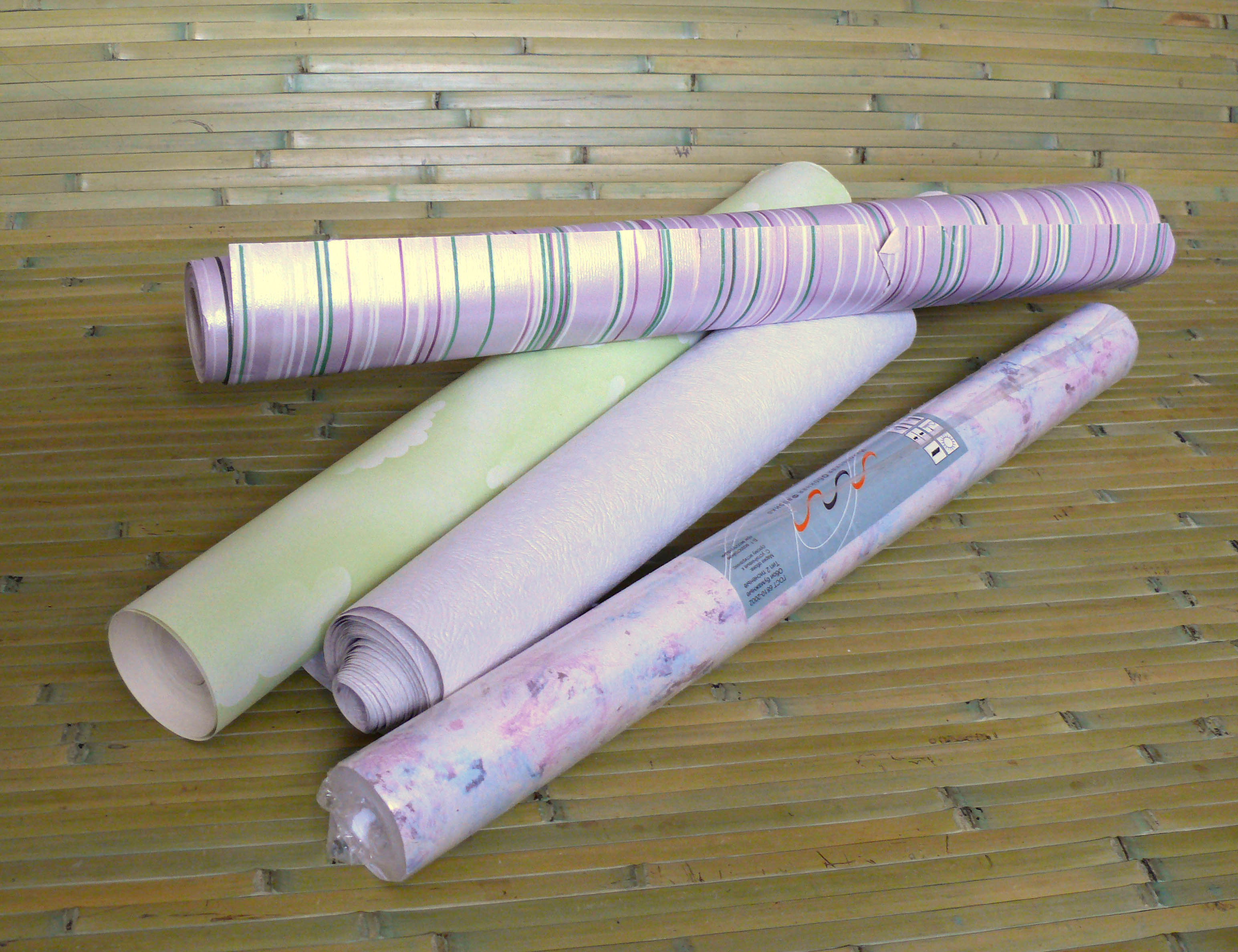
Бумажные обои в рулонах

Обо́и — вид строительных отделочных материалов для облицовки стен и потолков внутри помещений.
Представляют собой полотно, свёрнутое в рулон. Основные размеры полотна: ширина — 0,53, 0,70, 1м, 1,06 м, длина — 10 и 25 м. Основные виды обоев: стеклообои,  флизелиновые, бумажные, виниловые на бумажной и флизелиновой основах.

## История
До XVIII века в Европе обои делали из ткани, а не из бумаги, и стены и потолки ими обивали, а не оклеивали, откуда и пошло их название от слова обить (сравн. бить — бой).
В эпоху барокко широкой популярностью пользовались кожаные обои, традиция изготовления которых пришла в Европу из арабского мира через Испанию.
Бумажные обои с давних пор традиционно используются в странах Восточной Азии (Китай, Япония).

## Функции
Обои в основном выполняют декоративные функции, попутно закрывая поры и щели в стенах, что способствует чистоте. Так как обоями покрывают всю поверхность стен, их цвет влияет на освещённость помещения.
Также обои могут выполнять звукопоглощающие функции, для этого используются ворсистые материалы, задерживающие звук (преимущественно отходы текстильного производства). Такие обои применяются в помещениях, где происходит работа со звуком.

## Виды обоев по материалу изготовления

### Бумажные обои

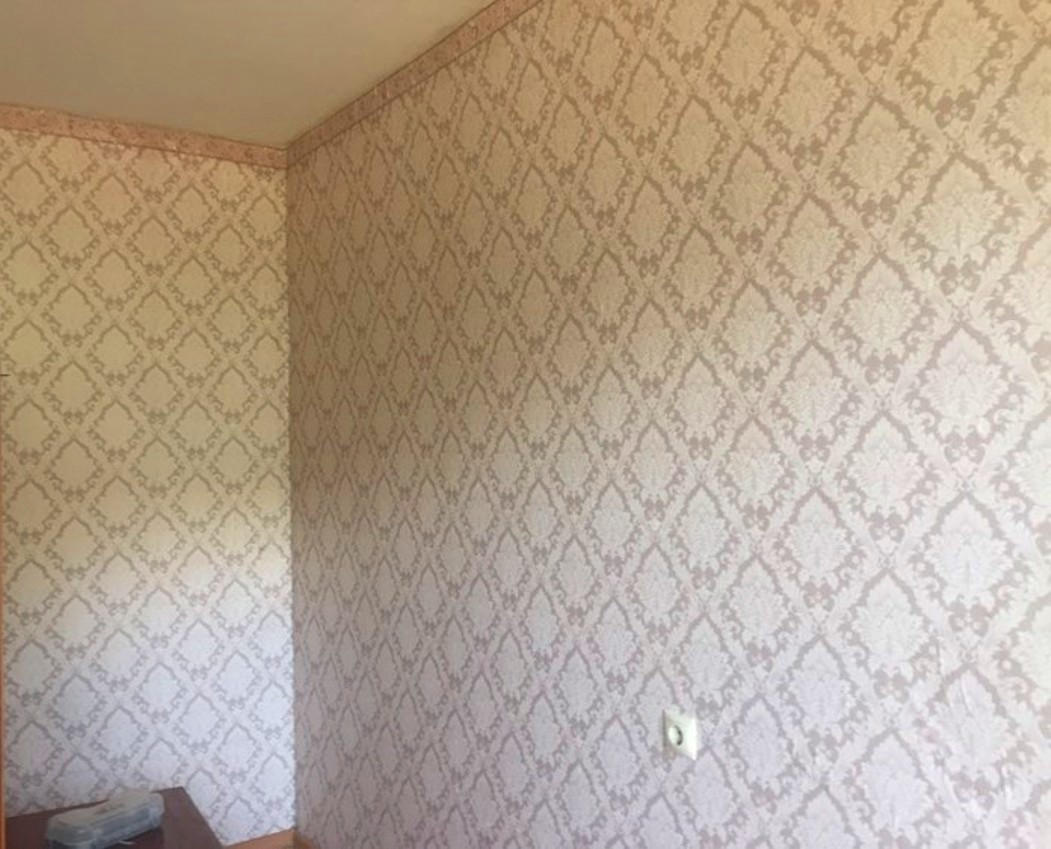
Бумажные обои на стене квартиры

Класс обоев, изготавливаемых из различных сортов бумаги. Бумажные обои целиком состоят из одного или двух слоёв бумаги.

#### История
В странах Восточной Азии бумажные обои издавна являются традиционным материалом для оклейки стен. Самые древние бумажные обои, сохранившиеся до нашего времени, датируются 1509 годом. В странах Западной Европы бумажные обои получили широкое распространение в XVIII веке, после изобретения первой писчебумажной машины, позволявшей печатать обои произвольной длины. Бумажные обои как средство оформления престижного жилого интерьера получили своеобразное развитие во Франции начала и середины XIX века в так называемых «живописных», или «изобразительных панорамных», обоях, склеенных в большие панно из отдельных листов многокрасочной ручной печати с деревянных досок аналогично традиционной ксилографии (гравюре на дереве) с последующей раскраской и прорисовкой мелких деталей от руки. Известными производителями таких панорамных обоев были Жозеф Дюфур и Жан Зюбеp.
В современном мире обои из бумаги являются самыми востребованными по причине их дешевизны и простоты в использовании.

#### Описание и характеристики
Классические бумажные обои для стен характеризуются средними показателями как воздухо-, так и влагопроницаемости. Их не рекомендуется использовать в помещениях с высокой влажностью или сильными запахами, например, на кухне.
Материал выполняет не только декоративные, но и гигиенические функции. Бумажные обои придают стенам эстетичный вид и эффективно маскируют неровности, поры и щели на поверхности. Цвет материала в значительной степени влияет на уровень освещённости комнаты, на общий эмоциональный фон помещения.
Качество бумажных обоев определяется по их весу брутто:
- лёгкие бумажные обои для стен, их вес составляет менее 110 г/м²;
- бумажные обои среднего веса — 110—140 г/м²,
- тяжёлые бумажные обои — вес более 140 г/м².

#### Разновидности
Общей характеристикой для всех бумажных обоев является их структура. Так, выделяются обои симплекс и дуплекс. Симплекс — это бумажные однослойные обои, а дуплекс изготавливается в два и более слоя. Обои дуплекс обычно имеют дополнительные покрытия, выполняющие защитную роль от воздействия внешних факторов. Например, такие обои могут характеризоваться высокой степенью свето- или влагоустойчивости.
Традиционные гладкие бумажные обои выполняются из бумажной основы, на одну сторону которой наносится принт (иллюстрации, узоры). Печать рисунка производится типографским способом. Существуют исключения в виде обоев экстра-класса, которые оформляются с помощью ручной печати. Недорогие варианты быстро тускнеют, а более добротные покрываются грунтовкой во избежание выцветания.
Противоположностью гладких являются структурные бумажные обои. Эффект объёмной фактуры достигается благодаря нанесению на бумагу специальной краски методикой ротационного способа трафаретной печати. Такие бумажные обои нередко выпускаются просто белого цвета, то есть под покраску. После окрашивания поверхность очень схожа по композиции с фактурной штукатуркой.
Не менее интересными по структуре являются тиснёные дуплексные бумажные обои. Они завоевали свою популярность благодаря отличным способностям к маскировке неровностей. Материал состоит из двух полотен, тиснение при этом выполняется на верхнем слое. В коллекциях встречаются и гофрированные бумажные обои дуплекс. Их производят флексографическим способом печати.

### Виниловые обои
Класс обоев, декоративным и защитным покрытием которых является слой из поливинилхлорида (винила) или другого полимерного материала. Виниловые обои бывают двух видов: на бумажной и флизелиновой основах (называть такие обои флизелиновыми не верно, правильно говорить виниловые, так как это более точно отражает их суть).

#### История
Начало коммерческому использованию винила положил американский химик Вальдо Симон из компании B. F. Goodrich Company, который 10 октября 1933 года запатентовал методы получения продуктов из поливинилхлорида. В 1947 году компания United Wallpaper представила первые в мире виниловые обои.
В СССР первым предприятием, освоившим выпуск поливиниловых обоев стал комбинат "Стройпластмасс" в городе Мытищи Московской области.

#### Описание и характеристики
Виниловые обои состоят из двух слоев: нижнего — бумажного или флизелинового (необходимого для приклеивания к основанию) и верхнего, выполненного из поливинилхлорида, способного противостоять механическим воздействиям и загрязнениям. Верхний слой, как правило, декорируется тиснением или иллюстрациями. Благодаря использованию при производстве инновационных компонентов и передовых методик, отделочные материалы данного класса получаются очень прочными, надежными, долговечными.

#### Разновидности
Виниловые обои на сегодняшний день выпускаются в нескольких формах исполнения:
- Структурные обои на основе вспененного винила без тиснения.

Плотный вспененный винил смотрится довольно оригинально. Его разнообразная фактура позволяет довольно успешно скрывать неровности стен, при этом придавая интерьеру эксклюзивный стиль.
- Виниловые обои горячего тиснения: компакт-винил, тяжёлый винил, шелкография, ингибирование (химическое тиснение):
  - Обои из компакт-винила — представляют собой имитацию тяжёлых материалов, например, камня, фактурной штукатурки, текстиля. Они прочны, неприхотливы при эксплуатации, стойко переносят механическое воздействие.
  - Обои из тяжёлого винила — отлично сглаживают неровные стены (однако, пестрота обоев с этим справляется лучше); с помощью тяжёлого винила создаются неповторимые декоративные эффекты.
  - Обои с шелкографией — в обойной продукции широко известны благодаря многочисленным решениям дизайна. Это один из самых популярных видов материала для оклейки помещений. Виниловые обои, созданные методом шелкографии, имеют привлекательный блеск и гладкую фактуру. Данный тип материала целесообразно использовать на тщательно выровненных стенах.
  - Обои с химическим тиснением — с выгодной стороны отличаются выдающимися показателями прочности, стойкости к УФ-лучам. Такие обои стойко переносят влажную уборку с использованием моющих средств.

### Флизелиновые обои
Класс обоев на основе флизелина, который представляет собой композиционный нетканевый бумагоподобный материал из смеси волокон из натуральных (переработанной древесины (целлюлоза), хлопка, льна, шелка) и химических материалов (например, полиэстер). 
Для изготовления флизелина сначала готовится бумажная масса на основе целлюлозных волокон, жидкого носителя и специальных добавок. Затем жидкая основа методом непрерывного литья переводится в форму длинной ленты, которая допрессовывается, при необходимости проклеивается, высушивается и скатывается в рулоны.
Структуру таким обоям придают методом горячего тиснения. Флизелиновые обои относятся к классам экологических и антивандальных обоев.

#### Описание и характеристики
Основным преимуществом обоев на флизелиновой основе перед обоями на бумажной основе является более удобный способ наклеивания: их не нужно намазывать клеем и ждать, пока он впитается в основу обоев — флизелиновые обои приклеиваются сразу же, после нанесения клея на стену. Их может приклеивать один человек. Также они не дают усадки после высыхания клея.
У флизелиновых обоев малый расход краски из-за компактности материала и высокой укрывистости, структура выдерживает многократное перекрашивание до 8 раз. Обои  имеют обрезные кромки, поэтому не видны стыки при наклеивании, при дальнейшем ремонте полотно снимается легко и без остатка.

#### Разновидности
Флизелин может выступать вполне самостоятельным материалом для обоев, в этом случае на нём напечатан какой-либо рисунок или структура создана методом горячего тиснения, а сам материал гладкий (без рельефа) и довольно бархатистый на ощупь. На этикетке должно быть обязательно указано, что обои изготовлены из флизелина.
Флизелин также широко используется как основа (нижний слой) для виниловых обоев. В этом случае эксплуатируются такие свойства флизелина, как простота наклеивания и способность армировать микротрещины поверхности, но совершенно не «работают» такие полезные свойства, как экологичность и воздухопроницаемость, так как флизелин закрыт верхним виниловым слоем. Виниловые обои на флизелиновой основе подразделяются на гладкие, вспененные (в том числе белые — под покраску), тиснёные (в том числе шелкография). На этикетке таких обоев обязательно указывается «винил».
Существуют также отдельные виды обоев на основе флизелина без добавления винила. Эти обои очень востребованы у людей, уделяющих внимание своему здоровью.

#### Другие преимущества
- Обладают антивандальными свойствами: не изменяют свою структуру при оклеивании и при дальнейшей эксплуатации, устойчивы к ударам и истиранию. Покрытие сохраняется при любом внешнем воздействии: от влаги и моющих средств, царапины, шалости домашних животных и детей. Применимы как в общественных зданиях с большой проходимостью, так и в жилых помещениях.
- Прочность — сохраняют фактуру при возможном трении и растяжении. Эффективны для новостроек, при реставрации потрескавшихся или не поддающихся удалению оснований, укрепления и фиксации гипсокартона,  для создания основы под сложные тяжелые покрытия (венецианская штукатурка, натуральные обои).
- Влагостойкость — обладают высокой паропроницаемостью и регулируют влажность воздуха в помещении, а также сдерживают развитие грибка. Оптимальны для плохих оснований.
- Экологичность — не содержат ПВХ, винил, стекловолокно, формальдегид и растворители. Подходят для многих помещений: детских, спален, офисов, медицинских учреждений.
- Пожаробезопасность — сделаны из трудновоспламеняющихся материалов, в соединении с минеральной основой покрытие является трудновозгораемым. После нанесения краски становится невозгораемым.

### Стеклообои
Самый прочный и экологически безопасный вид обоев. Изготавливаются на ткацких станках из стеклянных нитей. 
Исходное сырье: кварцевый песок, сода, известняк и глина.
Стеклообои производятся с несколькими вариантами рисунка плетения стеклообоев:
- Ёлка (саржевое плетение).
- Рогожка.
- Ромб.
- Паркет.
- Жаккардовые узоры.

#### Преимущества
- Пожаробезопасность — не горят, не поддерживают горения, что позволяет использовать их не только в обычных жилых и общественных помещениях, но и для отделки путей эвакуации людей.
- Экологичность — благодаря составу компонентов не содержат и не выделяют вредных химических веществ, в том числе и при пожаре. Открытая тканевая структура позволяет поверхности «дышать», исключая появление плесени и грибков.
- Долговечность — обладают прочностными и армирующими свойствами, предотвращают появление трещин в новых зданиях и армируют их в старых. Срок службы до 30 лет, применим любой способ чистки вплоть до механических и химических воздействий.

### Стеклотканевые обои
Стеклотканевые обои под покраску — это обои, сотканные на специальных ткацких станках из тончайших (7-12 мкм) калиброванных стеклонитей, скрученных в единую ткацкую нить. Сами нити из стекловолокна, получаемого из кварцевого песка, соды (карбоната натрия), известняка и доломита. Для формоустойчивости стеклополотна его обрабатывают раствором на основе крахмала. Имеют два направления рисунка: стандартное офисное (ёлочки, рогожки, ромбики) и декоративное со сложным дизайнерским оформлением. Это наиболее прочный вид обоев.
Используются в основном для отделки стен офисных помещений.

## Классификация обоев по ГОСТ 6810-2002
Класс обоев:
- Натуральные — из природных материалов (пробки, бамбука, джута и др.).

- Стеклообои

- Флизелиновые

- Бумажные

- Виниловые

- Текстильные
  - гладкие
  - рельефные

- Тиснёные
  - тиснёные окрашенные
  - тиснёные с раппортом
  - тиснёные дуплексные — тиснёные обои, изготовленные из двух слоёв бумаги, скреплённых адгезивом.

- Профильные
  - профильные вспененные
  - профильные химически тиснёные

- Велюровые

- Металлизированные
  - с металлическим слоем
  - с металлическим эффектом

- Необработанное бумажное полотно

- Обои, декорированные природным веществом

- Панорамные (фотообои)

- Цифровые обои

- Кожаные обои

- Каменные обои

## Свойства различных обоев

### По соединению соседних полотен
- Внахлёст — края полотен накладываются с небольшим припуском друг на друга.
- Встык — края полотен совмещаются вплотную друг к другу.

### По типу рисунка
- Негрунтованные — рисунок печатается непосредственно на белой или цветной бумаге.
- Грунтованные — рисунок наносится на предварительно окрашенную поверхность бумаги.
- Фоновые — без рисунка, однотонной матовой окраски.
- Тиснёные — с рельефно выступающим рисунком.

### Обои под покраску
Вид обоев, которые окрашиваются латексной или иной краской на водной основе. В зависимости от материала изготовления различают:
- Бумажные структурированные обои.
- Виниловые обои на флизелиновой основе — представляют собой флизелиновую основу, с нанесённым на неё слоем винила белого цвета. Винил здесь выступает в роли материала, образующего рельеф поверхности обоев.
- Флизелиновые обои под покраску — экологически чистые, антивандальные покрытия, обладающие высокой паропроницаемостью. Рельеф создается с помощью горячего тиснения.

### Влагостойкие
Влагостойкие обои отличаются повышенной устойчивостью к истиранию и влаге, их можно мыть тёплой водой с моющими средствами.
- Печатные, изготовляемые на красках с добавкой водостойких полимеров.
- Печатные с защитной плёнкой на лицевой стороне, образованной полимерными эмульсиями и лаками.
- Получаемые нанесением тонкой цветной полимерной плёнки на бумажную основу с последующим тиснением.
- В виде безосновной полимерной непрозрачной плёнки с печатным рисунком.

### Звукопоглощающие
Это обои на бумажной основе с ворсовой поверхностью. Звукопоглощающие обои можно пылесосить.

### Экологически безопасные
Поливинилхлорид, входящий в состав виниловых и флизелиновых обоев, при горении разлагается с выделением диоксинов.

## Клей для обоев
В настоящее время большинство обойных клеёв производятся в виде сухой смеси на основе модифицированного крахмала (его разновидности: карбоксиметилцеллюлоза, карбометилкрахмал, или гидроксипропилкрахмал). Для усиления окончательной адгезии в состав клея может добавляться метилцеллюлоза. Некоторые виды клея производятся на основе метилцеллюлозы.
Стойкость клея к образованию плесени и другим микроорганизмам обеспечивают бактерицидные и фунгицидные (противогрибковые) добавки.

## Маркировка
К каждому рулону обоев, предназначенных для розничной торговли, прилагается этикетка (бандероль), на лицевой стороне которой приводится вся необходимая о них информация:
- Производитель.
- Класс, тип и вид обоев.
- Марка обоев.
- Номер артикула.
- Номер партии.
- Длина полотна в метрах.
- Полезная ширина полотна в метрах или сантиметрах.
- Специальные символы, означающие определённые свойства обоев и правила обращения с ними.

Номера партии у рулонов одного артикула, наклеиваемых в одной и той же комнате, должны совпадать, иначе оттенок и фактура рулонов могут незначительно отличаться друг от друга.
На обратной стороне этикетки указывается краткая инструкция по наклеиванию обоев.

### Символы свойств обоев

#### Уход
Символы, означающие стойкость обоев к мытью и истиранию.
|  | Водостойкие при наклеивании — пятна клея удаляются влажной губкой.                                                                |
|  | Водостойкие — слабые загрязнения удаляются влажной губкой.                                                                        |
|  | Высокая водостойкость (супермоющиеся) — загрязнения, кроме жировых, удаляются слабым мыльным раствором и влажной губкой.          |
|  | Устойчивы к влажному истиранию губкой или мягкой щёткой с использованием мыльного раствора или мягкого моющего средства.          |
|  | Устойчивы к влажному сильному истиранию губкой или мягкой щёткой с использованием мыльного раствора или мягкого моющего средства. |
|  | Устойчивы к сухому истиранию. |

#### Светостойкость
Символы, означающие стойкость красителей обоев к выцветанию при воздействии искусственного и солнечного света.
|  | Слабая светостойкость.             |
|  | Удовлетворительная светостойкость. |
|  | Хорошая светостойкость.            |
|  | Очень хорошая светостойкость.      |
|  | Отличная светостойкость.           |

#### Подгонка рисунка
При наклеивании соседнего полотна необходимо следить за правильностью совмещения (подгонки) рисунка обоев.
|  | Без подгонки рисунка. |
|  | Прямое совмещение рисунка — части узора соседних полотен располагаются на одинаковой высоте. Рядом с этим символом указывается величина раппо́рта узора в сантиметрах.                          |
|  | Совмещение рисунка со сдвигом — части узора соединяются со сдвигом, обычно на половину раппорта. Рядом с этим символом указываются величина раппорта и сдвига через дробь, пример: 64/32 (см). |
|  | Соединение с переворотом — полотно переворачивается на 180 градусов, по отношению к соседнему полотну.                                                                                         |

#### Наклеивание
|  | Клей наносится на стену. |
|  | Клей наносится на обои. |
|  | Обои с уже нанесённым слоем клея, который активируется при намачивании. |
|  | Нахлёст с двойным разрезом — полотнища обоев без подгонки рисунка клеятся внахлёст с припуском 5-8 см, место нахлёста разрезается вдоль посередине, отрезанные части обоев удаляются. |

#### Удаление
|  | Обои удаляются со стены без остатка.                                   |
|  | Обои при удалении расслаиваются — слой основы обоев остаётся на стене. |
|  | Обои удаляются в смоченном состоянии при помощи шпателя.               |

#### Разное
|  | Двухслойные бумажные обои с тиснением. |